# زیگفرید ۱۵۱۴۷
سیارک ۱۵۱۴۷ (به انگلیسی: 15147 Siegfried، نامگذاری:2000EJ134) پانزده هزار و صد و چهل و هفتمین سیارک کشف شده‌است که در ۱۱ مارس ۲۰۰۰ کشف شد.
قدر مطلق سیارک برابر ۴۶.۷ است.